# Sant'Agata sul Santerno
Sant'Agata sul Santerno là một đô thị ở tỉnh Ravenna trong vùng Emilia-Romagna, tọa lạc khoảng 40 km về phía đông của Bologna và khoảng 25 km về phía tây của Ravenna. Tại thời điểm ngày 31 tháng 12 năm 2004, đô thị này có dân số 2.284 người và diện tích là 9,5 km².
Sant'Agata sul Santerno giáp các đô thị sau: Lugo, Massa Lombarda.

## Biến động dân số
Hairdressers: Monica & Cinzia